# Hassasna (Saida)
Hassasna (em árabe: الحساسنة) é uma comuna localizada na província de Saïda, Argélia. De acordo com o censo de 2008, a população total da cidade era de 13 294 habitantes.